# Crociati Noceto
Crociati Noceto SSD  (trước đây gọi là Crociati Parma) là một câu lạc bộ bóng đá Ý đến từ Noceto, Emilia-Romagna.

## Lịch sử

### Thành lập
Trong mùa giải 2006-07, cựu Crociati Parma đã chơi ở Girone A của Eccellenza Emilia-Romagna, nơi đội xếp hạng đầu tiên, giành chiến thắng thăng hạng trực tiếp cho Serie D. Vào mùa hè năm 2007, đội đã tiếp nhận ACNoceto và nó đã đổi tên trong Crociati Noceto.

### Từ Serie D đến Lega Pro Seconda Divisione
Trong mùa giải Serie D 2007-08, được xếp ở vị trí thứ 10 tại Girone D. Tuy nhiên, một năm sau đó, ở mùa giải Serie D 2008-09, đội đã giành được giải thưởng tương tự, nhờ đó thăng hạng trực tiếp lên Lega Pro Seconda Divisione.

### Mùa 2011-12 ở Eccellenza
Câu lạc bộ đã không tham gia giải đấu 2011-12 trong Lega Pro Seconda Divisione  và nó đã bị rớt xuống Eccellenza Emilia mật Romagna nhóm A.
Năm 2016 câu lạc bộ giải thể.

## Màu sắc và huy hiệu
Màu sắc của đội là xanh vàng.